# LBX2
LBX2 (англ. Ladybird homeobox 2) – білок, який кодується однойменним геном, розташованим у людей на 2-й хромосомі. Довжина поліпептидного ланцюга білка становить 198 амінокислот, а молекулярна маса — 21 482.
| 10         |  | 20         |  | 30         |  | 40         |  | 50         |
| ---------- |  | ---------- |  | ---------- |  | ---------- |  | ---------- |
| MNSGREPRTP |  | RTLLSIADIL |  | APRMVPRAPS |  | APQLPESGPG |  | PTSPLCALEE |
| LTSKTFRGLD |  | ARALQPSEGR |  | AGPDALGPGP |  | FGRKRRKSRT |  | AFTAQQVLEL |
| ERRFVFQKYL |  | APSERDGLAT |  | RLGLANAQVV |  | TWFQNRRAKL |  | KRDVEEMRAD |
| VASLRALSPE |  | VLCSLALPEG |  | APDPGLCLGP |  | AGPDSRPHLS |  | DEEIQVDD   |

A: Аланін

C: Цистеїн

D: Аспарагінова кислота

E: Глутамінова кислота

F: Фенілаланін

G: Гліцин

H: Гістидин

I: Ізолейцин

K: Лізин

L: Лейцин

M: Метіонін

N: Аспарагін

P: Пролін

Q: Глутамін

R: Аргінін

S: Серин

T: Треонін

V: Валін

W: Триптофан

Задіяний у таких біологічних процесах, як транскрипція, регуляція транскрипції, альтернативний сплайсинг. 
Білок має сайт для зв'язування з ДНК. 
Локалізований у ядрі.